# البث عبر الإنترنت

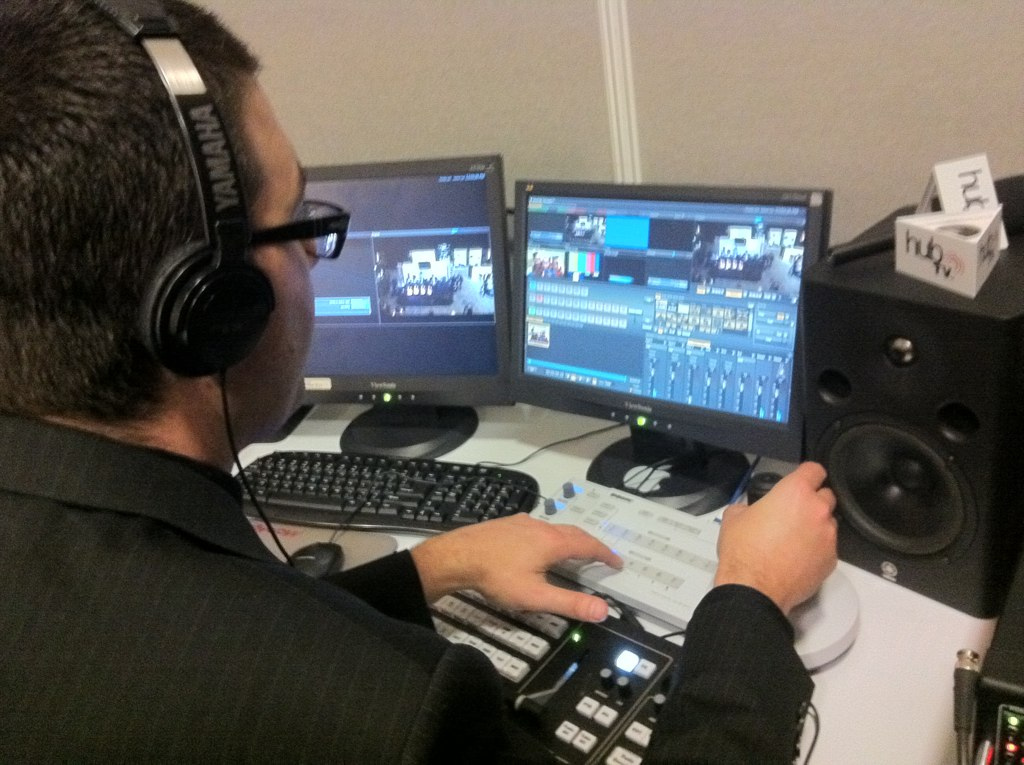
البث الشبكي عبر الإنترنت.

البث الشبكي هو عرض تقديمي إعلامي يتم توزيعه عبر الإنترنت باستخدام تقنية الوسائط المتدفقة لتوزيع مصدر محتوى واحد على العديد من المستمعين أو المشاهدين في وقت واحد. يمكن توزيع البث الشبكي إما مباشرة أو حسب الطلب. بشكل أساسي، البث عبر الإنترنت هو «بث لاسلكي» عبر الشبكة.
أكبر «مذيعي الويب» هي محطات الإذاعة والتلفزيون الذين «يبثون بالتزامن» إنتاجهم من خلال البث التلفزيوني أو البث الإذاعي عبر الإنترنت، بالإضافة إلى العديد من «المحطات» عبر الإنترنت فقط. يكون البث عبر الإنترنت عادةً من خلال توفير تدفقات أو أحداث خطية غير تفاعلية. تقدم هيئات الحقوق والتراخيص «تراخيص البث عبر الإنترنت» المحددة لأولئك الذين يرغبون في إجراء بث عبر الإنترنت باستخدام مواد محمية بحقوق الطبع والنشر.

## ملخص
يُستخدم البث عبر الإنترنت على نطاق واسع في القطاع التجاري لعروض علاقات المستثمرين (مثل الاجتماعات العامة السنوية)، وفي التعلم الإلكتروني (لنقل الندوات)، وأنشطة الاتصالات ذات الصلة. ومع ذلك، لا يحمل البث عبر الإنترنت علاقة كبيرة، إن وجدت، بمؤتمرات الويب، المصممة للتفاعل بين أطراف متعددة.
سمح البث عبر الإنترنت باستخدام تكنولوجيا رخيصة يمكن الوصول إليها بسهولة بالإزدهار لوسائل الإعلام المستقلة. كما أن هناك العديد من العروض المستقلة البارزة التي يتم بثها بانتظام عبر الإنترنت. غالبًا ما ينتجها المواطنون العاديون في منازلهم، فهي تغطي العديد من الاهتمامات والموضوعات. يحظى البث الشبكي المتعلق بالحواسيب والتكنولوجيا والأخبار بشعبية خاصة حيث يتم إضافة العديد من العروض الجديدة بانتظام.
يختلف البث عبر الإنترنت عن التدوين الصوتي في أن البث عبر الإنترنت يشير إلى البث المباشر بينما التدوين الصوتي ببساطة هو ملفات الوسائط التي يتم تحميلها على الإنترنت.

## تاريخ
لم تكن أولى عمليات البث على شبكة الإنترنت ذات المنحى الرسومي عبارة عن مقاطع فيديو متدفقة، ولكنها في الواقع كانت إطارات تم تصويرها بكاميرا ويب كل بضع دقائق أثناء بثها مباشرة عبر الإنترنت. كانت أولى حالات البث المباشر المتسلسل للصور في عام 1991 عندما تم إعداد كاميرا بجوار غرفة طروادة في مختبر الكمبيوتر بجامعة كامبريدج. لقد قدمت صورة حية كل بضع دقائق من إبريق القهوة في المكتب لجميع المشاهدين عبر أجهزة كمبيوتر سطح المكتب على شبكة ذلك المكتب. بعد ذلك بعامين، انتقل البث الخاص به إلى الإنترنت، وأصبح يُعرف باسم كاميرا ويب وعاء قهوة طروادة، واكتسب شهرة دولية باعتبارها إحدى سمات شبكة الويب العالمية الجديدة.
في وقت لاحق من عام 1996 قام طالبة أمريكية في الكلية والفنانة التصويرية، جيني رينجلي باستخدام كاميرا ويب مماثلة لـكاميرا ويب وعاء قهوة طروادة في غرفة النومها. قامت كاميرا الويب هذه بإلتقاط صور لها كل بضع دقائق وبثت تلك الصور مباشرة عبر الإنترنت على موقع يسمى جينيكام JenniCam . أرادت رينجلي تصوير جميع جوانب أسلوب حياتها وهي تفعل كل شيء تقريبًا - تفريش أسنانها وغسل الملابس وحتى ممارسة الجنس مع صديقها. حقق موقعها على الإنترنت ملايين الزيارات على الإنترنت، وأصبح مدفوعا في عام 1998، أنتجت مئات المقلدات الفتيات اللائي استخدمن البث المباشر لإنشاء صناعة جديدة بمليارات الدولارات تسمى كامينج camming ، وقاموا بتسمية أنفسهم كفتاة الكاميرة أو عارضات كاميرا الويب.
واحدة من أولى عمليات البث عبر الإنترنت لحفل موسيقي عبر الإنترنت وأحد أقدم الأمثلة على البث عبر الإنترنت نفسها كانت من قبل مجوعة البث عبر الأنترنيت التابعة لشركة أبل كومبيوتر بالشراكة مع رواد الأعمال ميشيل دورف وأندرو راسيج. بالتعاون مع دايفيد بي باكمان من أبل، أطلقوا مهرجان ماكنتوش نيويورك للموسيقى في الفترة من 17 إلى 22 يوليو 1995. حفلات البث الصوتي لهذا الحدث عبر الويب عرضت في أكثر من 15 ناديًا في مدينة نيويورك. قامت أبل في وقت لاحق ببث حفل على شبكة الإنترنت لفرقة ميتاليكا في 10 يونيو 1996 على الهواء مباشرة من سليم في سان فرانسيسكو.
في عام 1995، أنتج بينفورد ستاندلي واحدة من أولى عمليات البث الصوتي المرئي عبر الإنترنت في التاريخ.
في 31 أكتوبر 1996، بثت فرقة الروك البريطانية كادوسوس حفلهم الذي استمر لمدة ساعة من 11م حتى 12 منتصف الليل (بالتوقيت العالمي) في سيلتيكا ماتشينليث، ويلز، المملكة المتحدة - أول بث مباشر للصوت والبث المباشر المتزامن للفيديو - حول العالم إلى أكثر من عشرين «مرآة» مباشرة في أكثر من عشرين دولة.
في سبتمبر 1997، بدأ تلفزيون تلفزيون نيبراسكا الشعبي البث عبر الإنترنت بيج ريد راب اب من لينكولن بولاية نبراسكا التي جمعت أبرز الأحداث من كل مباراة كرة قدم في كورنهوسكر، وتغطية المؤتمرات الصحفية الأسبوعية للمدربين، والتحليل مع الكتاب الرياضيين في نبراسكا، وظهور ضيوف خاصين وأسئلة وأجوبة مع المشاهدين.
في 13 أغسطس 1998، يُعتقد عمومًا أن أول حفل زفاف تم بثه عبر الإنترنت بين آلان كنخت وكاري سيلفرمان في تورنتو كندا.
في 22 أكتوبر 1998، تم بث أول حملة بيلي جراهام الصليبية على الهواء مباشرة لجمهور عالمي من ملعب ريموند جيمس في تامبا فلوريدا بإذن من ديل فيكن ومركز البث الشبكي في بنسلفانيا. تم بث الإشارة الحية عبر القمر الصناعي إلى PA ، ثم تم تشفيرها وبثها عبر موقع BGEA الإلكتروني.
يُعتقد أن أول حفل زفاف عبر البث عبر الإنترنت حتى الآن قد حدث في 31 ديسمبر 1998. تزوج ديل فيكن ولوري سكارانجيلا في هذا التاريخ بينما كانا يقفان في كنيسة في ولاية بنسلفانيا، وزوجهما جيري فالويل بينما كان جالسًا في مكتبه في لينشبورغ ، فيرجينيا.
جميع المذيعين الرئيسيين تقريبًا لديهم الآن بث شبكي لمخرجاتهم، من بي بي سي إلى سي إن إن إلى قناة الجزيرة إلى يو إن تي في إلى تلفزيون وإذاعة الصين وراديو الفاتيكان  وإذاعة الأمم المتحدة والخدمة العالمية في الإذاعة.
في 4 نوفمبر 1994، وزع ستيف فان دير زيل أول صور فيديو حية عبر الويب من مكان سيمبلون في جرونينجن. في 7 نوفمبر 1994، أصبحت دابليو إكس واي سي، محطة الإذاعة الجامعية بجامعة نورث كارولينا في تشابل هيل، أول محطة إذاعية في العالم تبث إشاراتها عبر الإنترنت.
الإصدارات المترجمة بما في ذلك الترجمة الفرعية ممكنة الآن باستخدام لغة تكامل الوسائط المتعددة المتزامنة.

## ويدكاست (بث زفاف)
يمكن تسمية البث الشبكي لحفل الزفاف ويدكاست. يسمح لعائلة وأصدقاء الزوجين بمشاهدة حفل الزفاف في الوقت الفعلي على الإنترنت. يتم استخدامه أحيانًا لحفلات الزفاف في الأماكن البعيدة، حيث يكون السفر لمشاهدة حفل الزفاف شخصيًا مكلفًا أو صعبًا.
إن البث عبر الإنترنت للجنازة هو أيضًا خدمة تقدمها بعض دور الجنازات. على الرغم من أنه كان موجودًا منذ عام 2005، فقد أدى الوصول إلى النطاق العريض الأرخص، والتكاليف الباهضة للسفر، وإنتشار القوات الأمريكية في العراق وأفغانستان، إلى زيادة استخدام هذه التكنولوجيا.